# Episodi de La Brea (prima stagione)
La prima stagione della serie televisiva statunitense La Brea, composta da 10 episodi, è andata in onda in prima visione negli Stati Uniti sulla rete NBC dal 28 settembre al 30 novembre 2021.
In Italia la stagione è andata in onda ogni mercoledì in seconda serata su Italia 1 dall'8 giugno al 27 luglio 2022.
| n° | Titolo originale | Titolo italiano        | Prima TV USA      | Prima TV Italia |
| -- | ---------------- | ---------------------- | ----------------- | --------------- |
| 1  | Pilot            | La voragine di La Brea | 28 settembre 2021 | 8 giugno 2022   |
| 2  | Day Two          | Giorno due             | 5 ottobre 2021    | 15 giugno 2022  |
| 3  | The Hunt         | La caccia              | 12 ottobre 2021   | 22 giugno 2022  |
| 4  | The New Arrival  | Il nuovo arrivato      | 19 ottobre 2021   | 29 giugno 2022  |
| 5  | The Fort         | Il forte               | 26 ottobre 2021   | 6 luglio 2022   |
| 6  | The Way Home     | Verso casa             | 2 novembre 2021   | 6 luglio 2022   |
| 7  | The Storm        | La tempesta            | 9 novembre 2021   | 13 luglio 2022  |
| 8  | Origins          | Le origini             | 16 novembre 2021  | 13 luglio 2022  |
| 9  | Father and Son   | Padre e figlio         | 23 novembre 2021  | 20 luglio 2022  |
| 10 | Topanga          | Nessuna via d'uscita   | 30 novembre 2021  | 27 luglio 2022  |

## La voragine di La Brea
- Titolo originale: Pilot
- Diretto da: Thor Freudenthal
- Scritto da: David Appelbaum

### Trama
Quando un enorme buco si apre a Los Angeles, la famiglia Harris si divide in due. Eva e suo figlio vengono inviati in un misterioso mondo primitivo. Gavin ha scoperto che la visione che lo affligge da anni potrebbe essere la chiave per riportarli a casa.
- Ascolti USA: telespettatori 6 373 000 – rating/share 18-49 anni 0,8[6].
- Ascolti Italia: telespettatori 469 000 – share 7,10%[7].

## Giorno due
- Titolo originale: Day Two
- Diretto da: Cherie Nowlan
- Scritto da: David Appelbaum

### Trama
Eve affronta il pericoloso sentiero per tornare alla radura per salvare Josh. Nel disperato tentativo di iniziare il salvataggio, Gavin e Izzy cercano di dimostrare che ci sono sopravvissuti all'interno del buco.
- Ascolti USA: telespettatori 5 045 000 – rating/share 18-49 anni 0,6[8].
- Ascolti Italia: telespettatori 379 000 – share 6,10%[9].

## La caccia
- Titolo originale: The Hunt
- Diretto da: Adam Davidson
- Scritto da: Jose Molina

### Trama
Con le scorte dei sopravvissuti in esaurimento, Eve e Ty si avventurano nei boschi in una pericolosa spedizione. Gavin ripone la sua fede - e il destino della sua famiglia - nelle mani di un vecchio amico.
- Ascolti USA: telespettatori 5 089 000 – rating/share 18-49 anni 0,6[10].
- Ascolti Italia: telespettatori 355 000 – share 5,40%[11].

## Il nuovo arrivato
- Titolo originale: The New Arrival
- Diretto da: Thor Freudenthal
- Scritto da: Zakiyyah Alexander

### Trama
Un incidente aereo lascia i sopravvissuti agitati e con qualche speranza. Gavin e Izzy cercano un aiuto inaspettato dopo che il governo ha sospeso definitivamente la loro missione.
- Ascolti USA: telespettatori 5 121 000 – rating/share 18-49 anni 0,6[12].
- Ascolti Italia: telespettatori 421 000 – share 6,20%[13].

## Il forte
- Titolo originale: The Fort
- Diretto da: Greg McLean
- Scritto da: Arika Lisanne Mittman

### Trama
Eve, Levi e il team di ricerca esplorano un misterioso forte che solleva più domande che risposte. Con un nuovo alleato, Gavin e Izzy si imbarcano in una pericolosa missione non autorizzata.
- Ascolti USA: telespettatori 5 203 000 – rating/share 18-49 anni 0,6[14].
- Ascolti Italia: telespettatori 511 000 – share 4,70%[15].

## Verso casa
- Titolo originale: The Way Home
- Diretto da: Adam Davidson
- Scritto da: Steven Lilien & Bryan Wynbrandt

### Trama
I sopravvissuti hanno una breve possibilità di tornare a casa, ma ricevono un terribile avvertimento da Gavin che il loro piano finirà in un disastro, costringendo Eve a fare una scelta difficile.
- Ascolti USA: telespettatori 4 034 000 – rating/share 18-49 anni 0,4[16].
- Ascolti Italia: telespettatori 511 000 – share 4,70%[15].

## La tempesta
- Titolo originale: The Storm
- Diretto da: Thor Freudenthal
- Scritto da: Aiyana White

### Trama
Quando una super tempesta colpisce la radura, un crollo strutturale mette a rischio la vita di Marybeth e Lucas. Eve cerca di fare ammenda con il gruppo guidando i soccorsi.
- Ascolti USA: telespettatori 4 696 000 – rating/share 18-49 anni 0,6[17].
- Ascolti Italia: telespettatori 438 000 – share 4,40%[18].

## Le origini
- Titolo originale: Origins
- Diretto da: Cherie Nowlan
- Scritto da: Jessica Granger & Andre Edmonds

### Trama
Con l'avvicinarsi del freddo, Eve, Levi e Ty tornano al forte, sperando di poter condividere le loro abilità di sopravvivenza del 10.000 a.C.
- Ascolti USA: telespettatori 4 668 000 – rating/share 18-49 anni 0,6[19].
- Ascolti Italia: telespettatori 438 000 – share 4,40%[18].

## Padre e figlio
- Titolo originale: Father and Son
- Diretto da: Thor Freudenthal
- Scritto da: Arika Lisanne Mittman

### Trama
Quando una sorprendente rivelazione lascia le vite di Josh e Izzy in bilico, Eve e gli altri sopravvissuti cercano disperatamente il ragazzo che detiene la chiave per salvarli.
- Ascolti USA: telespettatori 4 332 000 – rating/share 18-49 anni 0,5[20].
- Ascolti Italia: telespettatori 389 000 – share 3,70%[21].

## Nessuna via d'uscita
- Titolo originale: Topanga
- Diretto da: Adam Davidson
- Scritto da: David Appelbaum

### Trama
Con la notizia dell'ennesimo buco aperto, Gavin, Izzy e la dottoressa Nathan si precipitano a Seattle per fare un ultimo tentativo di salvataggio prima che sia troppo tardi.
- Ascolti USA: telespettatori 4 944 000 – rating/share 18-49 anni 0,5[22].
- Ascolti Italia: telespettatori 406 000 – share 6,80%[23].